# Josef Kramer

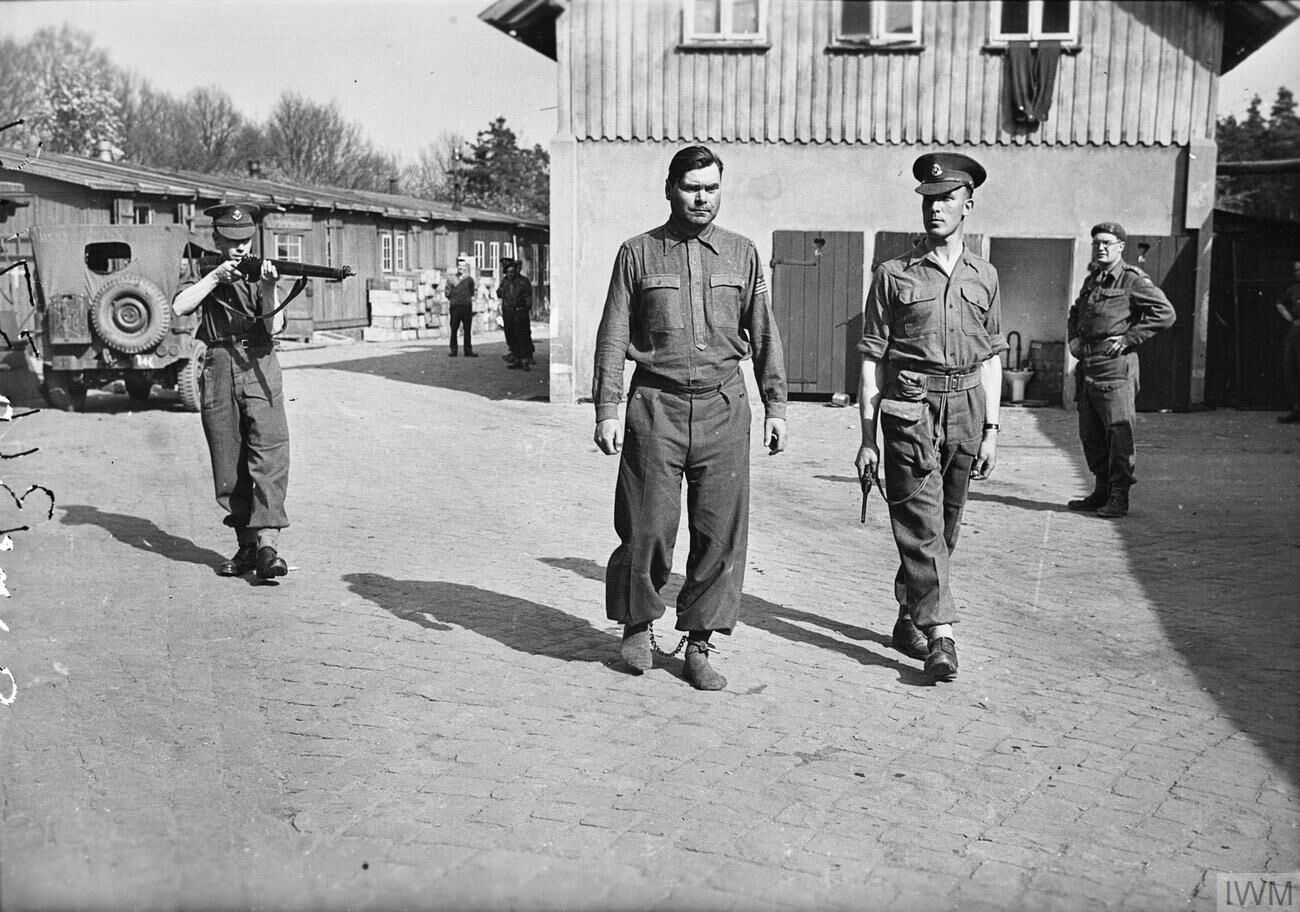
Josef Kramer i fotbojor i Bergen-Belsen i april 1945.

Josef Kramer, född 10 november 1906 i München, död 13 december 1945 i Hameln (avrättad), var en tysk SS-Hauptsturmführer och kommendant i flera av Nazitysklands koncentrationsläger. Efter andra världskriget dömdes han till döden och avrättades genom hängning.

## Biografi
Kramer var ursprungligen revisor. Kramer tjänstgjorde i Dachau 1936–1937, Sachsenhausen 1937 och Mauthausen 1938–1940. I april 1941 utsågs han till Schutzhaftlagerführer i Natzweiler-Struthof, beläget i Elsass. Schutzhaftlagerführerns närmaste överordnade var lägrets kommendant. I oktober 1942 befordrades Kramer till Natzweilers kommendant och innehade denna post till maj 1944, då han blev kommendant i Auschwitz-Birkenau. I Birkenau ledde han gasningarna av de ungerska judarna. I början av december 1944 förflyttades han till Bergen-Belsen, där han var kommendant till april 1945.
Under sin tid i Bergen-Belsen fick han öknamnet "Odjuret i Belsen" på grund av sin hänsynslösa och brutala behandling av fångarna. I april 1945 låg ruttnande lik i lägerbarackerna och råttor angrep levande offer.
Vid andra världskrigets slut arresterades Kramer av allierade soldater i väntan på rättegång. Den så kallade Belsenrättegången hölls mellan den 17 september och den 17 november 1945 mot 45 tyska krigsförbrytare, däribland Kramer och Irma Grese. Kramer och Grese jämte nio andra åtalade dömdes till döden för brott mot mänskligheten och avrättades genom hängning den 13 december 1945.

## Befordringshistorik
Josef Kramers befordringshistorik
- SS-Unterscharführer: 1933
- SS-Scharführer: september 1934
- SS-Hauptscharführer: 6 april 1935
- SS-Untersturmführer: 1937
- SS-Obersturmführer: januari 1939
- SS-Hauptsturmführer: juni 1942

## Utmärkelser
Josef Kramers utmärkelser
- Krigsförtjänstkorset av andra klassen: 1943
- Krigsförtjänstkorset av första klassen: januari 1945